# Richard Pryor
Richard Franklin Lennox Thomas Pryor III (n. 1 decembrie 1940, Peoria, Illinois, SUA – d. 10 decembrie 2005, Encino, California, SUA) a fost un actor de comedie american. A câștgat cinci premii Grammy, în 1974, 1975, 1976, 1981 și 1982.

## Biografie și carieră
Richard Pryor trebuia să joace rolul lui Josephus în Istoria lumii: partea I, dar cu două zile înainte de filmarea scenelor în care apărea, a fost spitalizat cu arsuri grave într-un incident foarte mediatizat. Mel Brooks, regizorul filmului, era pe punctul de a șterge aceste scene când  Madeline Kahn i-a sugerat pe Gregory Hines pentru acest rol.

## Filmografie
- 1967: The Busy Body - Whittaker
- 1968: Wild in the Streets - Stanley X
- 1969: Uncle Tom's Fairy Tales
- 1970: Carter's Army - Pvt. Jonathan Crunk
- 1970: The Phynx - rolul său
- 1971: You've Got to Walk It Like You Talk It or You'll Lose That Beat - Wino
- 1971: Live & Smokin' - rolul său
- 1971: Dynamite Chicken - rolul său
- 1972: Lady Sings the Blues - Piano Man
- 1973: The Mack - Slim
- 1973: Some Call It Loving - Jeff
- 1973: Hit! - Mike Willmer
- 1973: Wattstax - rolul său
- 1974: Uptown Saturday Night - Sharp Eye Washington
- 1975: The Lion Roars Again - rolul său
- 1976: Adiós Amigo - Sam Spade
- 1976: The Bingo Long Traveling All-Stars & Motor Kings - Charlie Snow, All-Star (RF)
- 1976: Car Wash - Daddy Rich
- 1976: Silver Streak - Grover
- 1977: Greased Lightning - Wendell Scott
- 1977: Which Way Is Up? - Leroy Jones / Rufus Jones / Reverend Lenox Thomas
- 1978: Blue Collar - Zeke
- 1978: The Wiz - The Wiz (Herman Smith)
- 1978: California Suite - Dr. Chauncey Gump
- 1979: Richard Pryor: Live in Concert - rolul său
- 1979: The Muppet Movie - Balloon Vendor (cameo)
- 1980: Wholly Moses - Pharaoh
- 1980: In God We Tru$t - G.O.D.
- 1980: Stir Crazy - Harry Monroe
- 1981: Bustin' Loose - Joe Braxton
- 1982: Some Kind of Hero - Eddie Keller
- 1982: Richard Pryor: Live on the Sunset Strip - rolul său
- 1982: The Toy - Jack Brown
- 1983: Superman III - Gus Gorman
- 1983: Richard Pryor: Here and Now - rolul său
- 1983: Motown 25 - rolul său
- 1985: Brewster's Millions - Montgomery Brewster
- 1986: Jo Jo Dancer, Your Life Is Calling - Jo Jo Dancer / Alter Ego
- 1987: Critical Condition - Kevin Lenahan / Dr. Eddie Slattery
- 1988: Moving - Arlo Pear
- 1989: See No Evil, Hear No Evil - Wallace 'Wally' Karue
- 1989: Harlem Nights - Sugar Ray
- 1991: Another You - Eddie Dash
- 1991: The Three Muscatels - Narrator / Wino / Bartender
- 1993: Martin (TV Series) The Break Up: Part 1 - rolul său
- 1994: A Century of Cinema - rolul său
- 1996: Mad Dog Time - Jimmy the Grave Digger
- 1996: Malcolm & Eddie (Season 1, episod, Do the K.C. Hustle) - Uncle Bucky
- 1997: Lost Highway - Arnie
- 1999: The Norm Show (cameo in opening of season 2, episode 11) - Mr. Johnson
- 2000: Me Myself and Irene - Stand-Up Comedian on TV (nem.)
- 2003: Bitter Jester - rolul său
- 2003: I Ain't Dead Yet, #* %$@!! (imagini de arhivă)
- 2005: Richard Pryor: The Funniest Man Dead Or Alive (imagini de arhivă)
- 2009: Black Dynamite (imagini de arhivă)
- 2013: Richard Pryor: Omit the Logic - rolul său (imagini de arhivă)

## Legături externe
- Richard Pryor la Internet Movie Database
- Richard Pryor la Find a Grave